# Lambgift

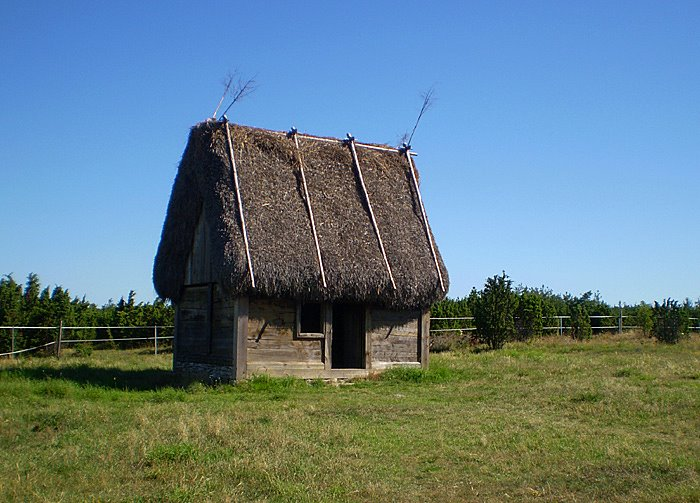
En lambgift med agtak på Fårö.

En lambgift är en byggnad på Gotland och Fårö för utegångsfår. Lambgifter är i synnerhet utmärkande för Fårö, och är vanligen konstruerade i trä med ett brant agtak och ett loft där foder kan förvaras. De användes främst förr för att ge skydd åt de får som betade utomhus under hela året.

## Etymologi
Ordet uttalas /ˈlambgɪft/ med hårt g-ljud, och kommer av gutamålets lamb ’får’ och gift ’fähus’. Gift är besläktat med ordet giva och gåva, och har n-genus (utrum) på svenska, det vill säga bestämd form lambgiften, plural lambgifter (precis som uppgift eller utgift fast med hårt g-ljud). På gutamål har ordet feminint genus med bestämd form lambgifti. På fårömål finns varianten lambagift, och kan där på äldre dialekt även uttalas med betoningen på tredje stavelsen, lambagíft.